# Église presbytérienne unifiante d'Afrique australe
L' Église presbytérienne unifiante d'Afrique australe (UPCSA) est une église protestante d'obédience réformée qui a été constituée en 1999 par l'union entre l'Église presbytérienne réformée d'Afrique australe (RPCSA) et l'Église presbytérienne d'Afrique australe (PCSA).

## Histoire

### Fondation
Ces deux églises partagent la même origine datant du XIXe siècle lorsque la Grande-Bretagne a conquis la colonie du Cap. Leur différence était purement liée à l'histoire : l'Église presbytérienne en Afrique australe avait été fondée par des soldats et des colons arrivés au Cap en 1820, et s'était étendue vers le nord jusqu'au Zimbabwe et en Zambie, tandis que l'Église presbytérienne réformée était quant à elle une église issue des missions écossaises auprès des Africains, qui ont commencé à Lovedale Mission à Alice, devenue autonome en 1923.
En 1896, la première congrégation presbytérienne a été fondée en Rhodésie à Bulawayo, et plus tard en 1903 à Salisbury (aujourd'hui Harare). Il y a maintenant deux presbytères au Matabeleland et au Mashonaland. Actuellement, il y a 10 congrégations et 5 000 à 10 000 membres.
La devise latine de l'UPCSA Nec tamen consumebatur fait référence à l'épisode du buisson ardent, tiré du livre de l'Exode :  "...Moïse regarda; et voici, le buisson était tout en feu, et le buisson ne se consumait point." (Exode 3,2).

### Histoire récente
L'UPPCSA ordonne des hommes et des femmes en tant que ministres et anciens, une position héritée de l'organisme prédécesseur, l'Église presbytérienne d'Afrique australe. L'église définit le mariage comme exclusivement hétérosexuel, entre un homme et une femme, et "ordonne" aux ministres de ne pas célébrer de mariages homosexuels. Cependant, un tribunal de l'église a statué en 2015 que l'église n'interdisait pas à ses ministres de bénir les unions homosexuelles.
En 2019, l'UPCSA a célébré son vingtième anniversaire. Elle a consacré une grande partie de ces vingt années à forger des structures unifiées.

### Personnalités issues de cette église
Le pasteur Jerry Pillay, professeur de théologie, directeur du département d'histoire et d'ecclésiologie et doyen de la Faculté de théologie de l'Université de Pretoria, a été élu 17 juin 2022 nouveau secrétaire général du Conseil œcuménique des Églises à compter de 2023.

## Organisation
L'Église presbytérienne unifiante en Afrique australe compte plus de 450 paroisses et 500 000 membres.

### Organisation territoriale
L'UPPCSA est divisée en 19 districts régionaux (en anglais "presbyteries", c'est-à-dire consistoires) répartis dans trois pays :

#### Afrique du Sud
- Amathole
- Cap-Occidental
- Drakensberg
- eGoli
- eThekwini
- Trans Xhariep
- Highveld
- Le Cap central
- Lékoa
- Limpopo
- Thukela
- Griqualand Est
- Mthatha
- Mémorial Tiyo Soga
- Tshwane

#### Zambie
- Ceinture de cuivre
- Munali
- M'chinga

#### Zimbabwe
- Zimbabwe

### Associations/Groupes ministériels
La base de l'Union est un contrat signé en septembre 1999 entre l'Église presbytérienne d'Afrique australe (PCSA) et l'Église presbytérienne réformée d'Afrique du Sud (RPCSA). En vertu de ce contrat, les deux églises se fondent en une seule : l'Église presbytérienne unifiante en Afrique australe (UPPCSA). L'article 13 de ce contrat l'union stipule que, comme condition de l'union, les deux églises doivent aussi réunir leurs quatre associations propres : une association de femmes, une association d'hommes, une association de jeunes filles et une association de jeunes. En conséquence, les associations suivantes ont été fondées : 
- La GCA (Girls' Christian Association) du RPCSA et JB (d'après Janet Burnside, l'épouse du pasteur Tiyo Soga ) de PCSA s'est uni pour former IYZA (Inhlangano Yezintombi ZamaRhabe Amanyanayo)
- Les deux associations de femmes se sont unies pour former UPWF (Uniting Presbyterian Women's Fellowship)
- La PMA (Presbyterian Men's Association) de la PCSA et la YMG (Young Men's Guild) de la RPCSA se sont unies pour former la MCG (Men's Christian Guild)
- Les deux associations de jeunes se sont unies pour former UPCSA YF (Youth Fellowship).

## Confession de foi
Les textes suivants sont reconnus par l'UPPCCA :
- Credo de Nicée
- Symbole des apôtres
- Déclaration de foi de l'Église d'Afrique australe (1986)
- Déclaration de foi de l'Église presbytérienne unifiante en Afrique australe (2013)